# ميرزا مسرور أحمد
ميرزا مسرور أحمد
هو الخليفة الخامس للإمام المهدي والمسيح الموعود مرزا غلام أحمد في نظام الخلافة الأحمدية (حسب اعتقاد الجماعة الأحمدية)

## ولادته ونسبه
ولد في الخامس عشر من أيلول 1950 في مدينة (ربوة) في الباكستان. هو حفيد لمرزا شريف أحمد نجل المسيح الموعود والإمام المهدي (حسب اعتقاد الأحمديين)

## نشأته وتعليمه
أنهى دراسته الابتدائية في مدرسة تعليم الإسلام في مدينة (ربوة) وحصل على درجة البكالوريوس من كلية «تعليم الإسلام» في نفس المدينة. ثم حصل على درجة الاختصاص في الاقتصاد الزراعي من كلية الزراعة في مدينة (فيصل آباد) في الباكستان وذلك في عام 1976م.

## حياته وخدماته
في عام 1977 قام الخليفة الثالث بإرساله إلى غانا ضمن برنامج (نصرة جهان). ساهم تطور هذا البرنامج في دعم عدد كبير من المستشفيات والمدارس في غرب أفريقيا. قام بتأسيس المدرسة الثانوية الأحمدية (سالاغا) في شمال غانا حيث خدم لمدة سنتين كانتا كافيتين لاختياره لإدارة المدرسة الثانوية الأحمدية (إساركير) في وسط غانا حيث خدم لمدة أربع سنوات.
عين كمدير للمزرعة الأحمدية الزراعية في شمال مقاطعة (ديبالي) وهناك واجه مشكلة عدم نمو الحنطة وقام بجهود كبيرة وساعده في ذلك السيد قاسم أحمد حتى تغلبا على الأزمة وأثمرت جهودهما عن محصول وفير للحنطة أخذ مكانة في معارض التجارة العالمية. أثنى رؤساء غانا المتتالون على نجاحه هذا حيث كانت ثمرة ذلك المجهود الزراعي تمهيد الطريق للاكتفاء الذاتي في مجال زراعة الحنطة. عاد في عام 1985م إلى الباكستان حيث عين وكيلا ثانيا لبيت المال وفي حزيران من عام 1994م عين مديرا للتعليم في الجماعة الإسلامية الأحمدية. في العاشر من كانون الأول لعام 1997م عين ناظرا أعلى وأميرا للجماعة في الباكستان.
يملك الكثير من المؤهلات التي مكنته للقيادة وخاصة في الشؤون الإدارية والتنظيمية حيث كان يمتاز بدخوله إلى صميم المشكلات ويسعى لتطويقها ومعالجتها. أهلته تلك الخبرات ليكون في أكثر من منصب فكان يخدم جماعته كمسؤول عن الزراعة وعن الضيافة أحيانا أخرى.
في عام 1988 م عين كمدير للجنة رعاية مصالح المقبرة الخاصة بالجماعة (بهشتي مقبرة) واستلم ما بين عامي 1994-1997 م إدارة مؤسسة ناصر ولكن ظل يرعى شؤون تجميل مدينة (ربوة) حيث أثمرت جهوده في إعطائها المظهر الأخضر.

## دخوله السجن
في عام 1999م دخل السجن ضمن موجة الصحوة وسجن كل من ينتمي إلى الجماعة القاديانية وفق قانون محلي صدر في الباكستان. وقد استغل بعض أعداء الجماعة تلك الموجة كان سببا في تشويه سور قرآنية مما أدى لدخوله السجن مع شخصين آخرين من الجماعة وقد كتبت صحيفة (ديلي جورات) ذات الانتشار الواسع في مدينة لاهور أن هذا الاعتقال حسب رأي العموم لا أساس له من الصحة وأنه خطوة لتعميق الطائفية والبغض. وقد ظل لمدة عشرة أيام في السجن بسبب تحيز المحكمة ورفضها قبول الكفالة.

## منصب الخلافة
في الثاني والعشرين من نيسان (أبريل) من عام 2003 م انتُخب خليفة خامس للمسيح الموعود ميرزا غلام أحمد وقد أُعلن النبأ من لندن قيل إنه وجد علماء الجماعة الأحمدية في الكتب التي يقولون ضمت إلهامات القادياني يقولون تلقى من الله إلهاما يقول: «إني معك يا مسرور» وقالوا لم يفهم وقتها محتوى الإلهام ولكن يعتقد الأحمديون اليوم أن الخليفة الخامس هو مصداق هذا الإلهام وأن الله سيسخر سبل الدعم لخلافته وسيرمم كل نقاط ضعفها إن وجدت وسيدفع بها إلى الأمام في عهده مع عدم وجود دليل على صدق القادياني بل الأدلة تدل على كذبه في ادعائه المهدوية.

## وصلات خارجية
الموقع العربي الرسمي للجماعة الإسلامية العالمية